# مسعود مولوي وردنجاني
مسعود مولوي وردنجاني (28 أبريل 1986 - اغتيل يوم 14 نوفمبر 2019م)، هو صحفي ومعارض سياسي إيراني. اغتيل في حي «شيشلي» بمدينة إسطنبول التركية يوم 14 نوفمبر 2019.
وقدم مولوي نفسه لمتابعيه على مواقع التواصل الاجتماعي بصفة «عالم ومخترع»، وحاصل على شهادة الدكتوراه من الولايات المتحدة، و«أحد عباقرة الذكاء الاصطناعي».
وبحسب شبكة «بي بي سي» قال مولوي في تصريحات سابقة، إنه يتعاون مع السلطات التركية في تصنيع طائرات مسيرة (درون).

## إغتياله
اغتيل في حي «شيشلي» بمدينة إسطنبول التركية يوم 14 نوفمبر 2019. أظهرت لقطات مصورة بثها التلفزيون التركي بعد مقتل وردنجاني مسلحا يركض متجاوزا رجلين أثناء سيرهما بأحد أحياء وسط إسطنبول في الساعة العاشرة من مساء يوم 14 نوفمبر/تشرين الثاني. وأطلق المسلح عدة طلقات على أحدهما ليسقط على الأرض بينما كان رفيقه يختبئ.